# Major Arena Soccer League
Major Arena Soccer League (MASL) är en nordamerikansk högstaliga i inomhusfotboll, grundad den 18 maj 2008. Under sina första säsonger gick ligan under namnet Professional Arena Soccer League, ursprungligen PASL-Pro som smeknamn för att skilja ligan från Premier Arena Soccer League (PASL-Premier), namnet Major Arena Soccer League antogs först säsongen 2014/2015. Ligan innehåller lag från USA, Kanada och Mexiko.

## Finaler
| Säsong  | Mästare | Resultat | Finalist |
| ------- | --- | --- | --- |
| 2008/09 | Stockton Cougars | 13–50 | Cincinnati |
| 2009/10 | San Diego Sockers | 9–8 | Guadalajara |
| 2010/11 | San Diego Sockers | 10–60 | Guadalajara |
| 2011/12 | San Diego Sockers | 10–70 | Detroit Waza |
| 2012/13 | San Diego Sockers | 8–6 | Detroit Waza |
| 2013/14 | Chicago Mustangs | 14–50 | Hidalgo La Fiera |
| 2014/15 | Monterrey Flash | 00006–4 (e.f.) | Baltimore Blast |
| 2014/15 | Monterrey Flash | 4–6 | Baltimore Blast |
| 2014/15 | Monterrey Flash | 00004–3 (e.f.) | Baltimore Blast |
| 2015/16 | Baltimore Blast | 7–4 | Soles Sonora |
| 2015/16 | Baltimore Blast | 000014–13 (e.f.) | Soles Sonora |
| 2016/17 | Baltimore Blast | 2–4 | Soles Sonora |
| 2016/17 | Baltimore Blast | 00009–8 (e.f.) | Soles Sonora |
| 2016/17 | Baltimore Blast | 1–0 | Soles Sonora |
| 2017/18 | Baltimore Blast | 4–3 | Monterrey Flash |
| 2018/19 | Milwaukee Wave | 5–2 | Monterrey Flash |
| 2019/20 | Slutspelet inställt på grund av coronavirusutbrottet, · endast konferencemästare utsedda (Florida Tropics och Monterrey Flash) | Slutspelet inställt på grund av coronavirusutbrottet, · endast konferencemästare utsedda (Florida Tropics och Monterrey Flash) | Slutspelet inställt på grund av coronavirusutbrottet, · endast konferencemästare utsedda (Florida Tropics och Monterrey Flash) |
| 2020/21 | | – | |